# La Nava (Madrid)
Santa Cruz de la Nava, o simplemente La Nava, es un despoblado del municipio de Madarcos, en la comarca del Valle del Lozoya, en la provincia de Madrid.

## Localización
A pocos metros del desvío de Madarcos, continuando por la M-137, se encuentra pegada a la misma una explotación ganadera. Tras esta explotación, se encuentran los restos de lo que en el pasado fue la iglesia de Santa Cruz de la Nava, único vestigio que ha llegado a nuestros días de la localidad.
- Datos: Q21006308